# Yeşilyurt, Patnos
Yeşilyurt là một xã thuộc huyện Patnos, tỉnh Ağrı, Thổ Nhĩ Kỳ. Dân số thời điểm năm 2011 là 51 người.